# Danish Agro Shoppen
Danish Agro Shoppen er en landsdækkende dansk butikskæde med 22 butikker i Danmark. Danish Agro Shoppen blev etableret i 1999 og er i dag en division i Danish Agro. Butikkerne er typisk beliggende på landet og tilbyder varer til hus og have, kæledyr, landbrug og udendørsfritidsaktiviteter. Produkterne inkluderer brændsel, foder, beklædning, udstyr, værktøj, etc.